# ČAFC Praha
Český Athletic & Football Club (ČAFC) Praha – czeski klub piłkarski grający w piątej lidze, mający siedzibę w mieście Praga. Dziesięciokrotnie w swojej historii występował w najwyższej klasie rozgrywkowej Czechosłowacji (głównie w latach 20.).

## Historyczne nazwy
- 1899 – ČAFC Královské Vinohrady
- 1918 – ČAFC Vinohrady
- 1948 – Sokol ČAFC Vinohrady
- 1951 – Instalační závody ČAFC
- 1952 – Tatran Stavomontáže B
- 1953 – Tatran Pozemní stavby
- 1968 – ČAFC Praha
- 1979 – Tatran Stavební závody
- 1990 – ČAFC Praha

## Historia występów w pierwszej lidze
| Sezon                | Pozycja     | M  | Pkt. | Z  | R | P  | GZ | GS |
| -------------------- | ----------- | -- | ---- | -- | - | -- | -- | -- |
| 1912                 | 6.          | 7  | 4    | 2  | 0 | 5  | 10 | 16 |
| 1913                 | 6.          | 7  | 6    | 3  | 0 | 4  | 11 | 24 |
| 1920                 | 11.         | 11 | 5    | 1  | 3 | 7  | 10 | 27 |
| 1922                 | 5.          | 13 | 13   | 5  | 3 | 5  | 20 | 29 |
| 1923                 | 9.          | 15 | 15   | 5  | 5 | 5  | 27 | 27 |
| 1924 (niedokończony) | 4.          | 10 | 14   | 6  | 2 | 2  | 10 | 10 |
| 1925                 | 5.          | 9  | 9    | 4  | 1 | 4  | 7  | 17 |
| 1925/1926            | 5.          | 22 | 25   | 11 | 3 | 8  | 52 | 52 |
| 1927                 | 5.          | 7  | 6    | 2  | 2 | 3  | 13 | 14 |
| 1927/1928            | 7. (spadek) | 12 | 8    | 2  | 4 | 6  | 16 | 23 |
| 1929/1930            | 7. (spadek) | 14 | 6    | 3  | 0 | 11 | 18 | 65 |